# Tanfoglio
La Fratelli Tanfoglio è una fabbrica italiana di armi da fuoco usate prevalentemente per la pratica sportiva, per la difesa personale e come dotazione per le forze dell'ordine. Si trova a Inzino di Gardone Val Trompia (Brescia). Le armi della Tanfoglio sono esportate anche negli Stati Uniti d'America.

## Storia
Bortolo Tanfoglio da Gardone Val Trompia produceva e assemblava bascule e acciarini. Nel 1948 Giuseppe Tanfoglio, figlio di Bortolo, fonda un'azienda che produce componenti d'arma, la "Fabbrica d'armi Tanfoglio Giuseppe". Con il tempo la società iniziò a svilupparsi dapprima producendo repliche di altre armi per poi crearne di proprie. Nel 1953 produce armi corte calibro 6,35mm e .22.
Alla fine del 1960 nasce la Tanfoglio Giuseppe s.r.l., producendo pistole semiautomatiche e revolver.
Nel 1969 nasce la Fratelli Tanfoglio che produce pistole semiautomatiche da difesa in diversi calibri.
Nel 1986 inizia la realizzazione di modelli per uso sportivo, in particolare per competizioni tiro dinamico (IPSC e IDPA).
L'azienda Fratelli Tanfoglio s.r.l. ha la propria sede di circa 4000 m² ad Inzino, una frazione del comune di Gardone Val Trompia con una produzione annuale di circa 30.000 unità ed esporta per l'85% della sua produzione.